# 공기펌프자리 알파

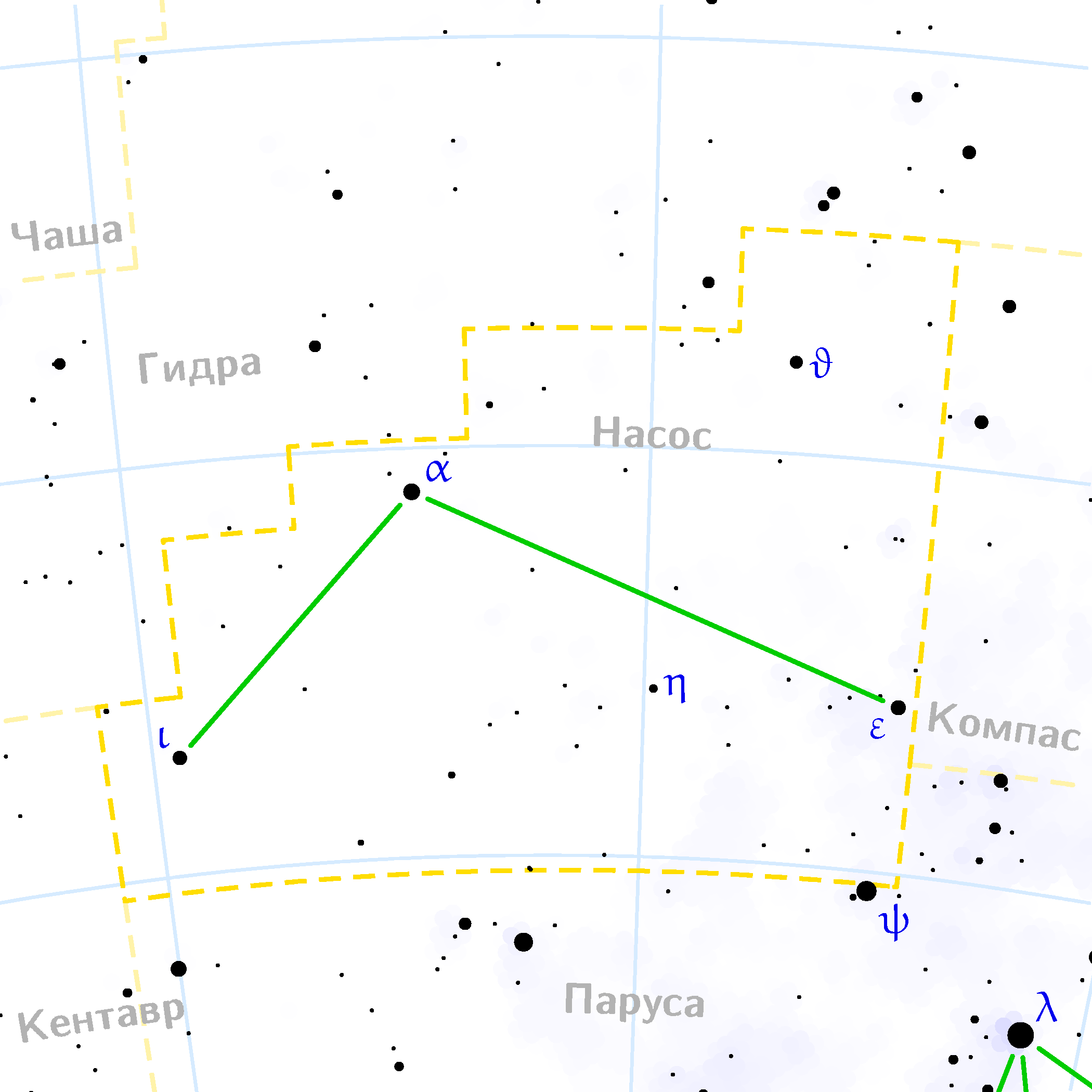

공기펌프자리 알파(α Ant, α Antliae)는 공기펌프자리에서 가장 밝은 별이다. 그러나 4.25등급으로 어둡기 때문에 눈에 잘 띄지 않아 예전부터 사람들이 부르던 고유 명칭은 따로 갖고 있지 않다. 공기펌프자리 알파는 현대 88 별자리의 알파성들 중 가장 어두운 별이다. 지구로부터 약 370 광년 떨어져 있다. 이 별은 분광형 K의 거성으로 밝기가 4.22에서 4.29사이를 요동치는 변광성이다. 질량은 태양의 약 2.2배로 태양의 약 53배 크기까지 부풀어오른 상태이다. 이 별의 중원소함량(수소와 헬륨을 뺀 나머지 물질)은 태양의 41퍼센트밖에 되지 않는다.